# تامبوئه

تامبوئه شهری در شهرستان توئسه در استان بازگا در بورکینافاسوی مرکزی است و جمعیت آن ۱۳۱۵ نفر است.